# Simulium anduzei
Simulium anduzei är en tvåvingeart som beskrevs av Vargas och Diaz Najera 1948. Simulium anduzei ingår i släktet Simulium och familjen knott. Inga underarter finns listade i Catalogue of Life.